# Escoles municipals (Bàscara)
Les Escoles municipals és una escola de Bàscara (Alt Empordà). Situades a la banda sud del nucli urbà de la població de Bàscara, a l'avinguda de l'Alt Empordà. L'edifici és una obra inclosa a l'Inventari del Patrimoni Arquitectònic de Catalunya.

## Descripció
Edifici de planta rectangular, format per diverses crugies, amb la coberta de teula de quatre vessants i distribuït en una sola planta. La façana principal s'organitza simètricament gràcies a la disposició de les grans obertures que la conformen. Majoritàriament són rectangulars, la porta d'accés al centre, rectangular i amb un voladís superior. A cada banda, dos grans finestrals amb els ampits de rajola vidrada verda. Als extrems de la façana, els finestrals són d'arc de mig punt i també estan agrupats en parelles. L'interior de l'edifici està distribuït en cinc aules, menjador i serveis administratius i d'uns espais escolars d'esbarjo connectats a la zona esportiva municipal. A la part posterior, l'edifici té adossat un altre cos rectangular d'una planta, afegit amb posterioritat a la construcció original.
L'escola està arrebossada i pintada de color teula.

## Història
La primera notícia sobre l'existència d'una escola a Bàscara és del segle xiv. El 1359 el bisbe dona llicència a Pere de Puig, clergue de Saus, perquè substituís Arnau de Pont, que tenia permís per establir-se a la vila i ensenyar gramàtica.
A principis del segle xix, el mestre de lletres que portava l'escola era Jaume Camó, el qual fou foragitat i substituït pels francesos.
L'edifici actual, va ser bastit vers l'any 1904 per un arquitecte o mestre d'obres desconegut i remodelat a principis dels anys 80 pels arquitectes Benet Cervera i Flotats i Assumpció Alonso de Medina. Porta el nom de l'historiador Joan Reglà, fill de la vila. Anteriorment, les escoles estaven instaurades en un local del carrer Major.